# جعفر أباد (مياندوآب)
جعفر أباد هي قرية في مقاطعة مياندوآب، إيران. عدد سكان هذه القرية هو 869 في سنة 2006.